# Bataille des Champions
La Bataille des champions a eu lieu vers 546 av. J.-C. entre Argos et Sparte. Plutôt que d'engager deux armées, les belligérants se sont mis d'accord pour faire combattre chacun leurs trois cents meilleurs hommes. Les deux parties souhaitent que le combat dure jusqu'à la destruction complète des combattants adverses. Le combat s'engage mais aucun côté ne prend le dessus. Après une bataille sanglante seuls trois hommes restent, deux d'Argos et un de Sparte. Les Argiens quittent le champ de bataille, pensant que tous les Spartiates sont morts mais ils se trompent car Othryadès, un Spartiate blessé, vit toujours et devient techniquement le dernier homme présent sur le champ de bataille ; les deux armées revendiquent la victoire. Le Spartiate survit suffisamment longtemps pour annoncer sa victoire puis il se suicide. La cause du suicide est débattue mais l'acte est de grande importance car Othryadès n'est pas mort par l’épée d'un Argien et les Spartiates peuvent toujours affirmer qu'il a survécu à la bataille et s'est suicidé par honte, gagnant ainsi un avantage en raison de cet acte d'honneur.
Argos apprécie peu que Sparte se déclare vainqueur et toute l'armée, composée d'hoplites, affronte l’armée de Sparte de force égale. Sparte gagne une victoire décisive et prend le contrôle de la Thyréatide.
Plus tard, en 420 av. J.-C., durant une accalmie de la guerre du Péloponnèse, Argos défie Sparte dans une nouvelle Bataille des trois cents Champions mais Sparte décline.